# Monocentropus longimanus
Monocentropus longimanus är en spindelart som beskrevs av Pocock 1903. Monocentropus longimanus ingår i släktet Monocentropus och familjen fågelspindlar. Inga underarter finns listade i Catalogue of Life.